# Haut de Gamme: Koweït Rive Gauche
Az 1994-es Haut de Gamme: Koweït Rive Gauche Koffi Olomidé nagylemeze. Szerepel az 1001 lemez, amit hallanod kell, mielőtt meghalsz című könyvben.

## Az album dalai
|    | Cím                | Hossz |
| -- | ------------------ | ----- |
| 1. | Papa Bonheur       | 7:11  |
| 2. | Desespoir          | 6:24  |
| 3. | Koweit Rive Gauche | 6:36  |
| 4. | Qui Cherche Trouve | 6:47  |
| 5. | Elixir             | 4:52  |
| 6. | Porte Mennaie      | 6:28  |
| 7. | Conte de Fees      | 7:15  |
| 8. | Obrigade           | 6:43  |
| 9. | Dit Jeannot        | 6:04  |